# Бирчевич, Стефан
Стефан Бирчевич (серб. Стефан Бирчевић; род. 13 декабря 1989, Лазаревац, Белград) — сербский профессиональный баскетболист баскетболист, играющий на позиции тяжёлого форварда.

## Карьера
Стефан Бирчевич начал заниматься баскетболом в молодёжных командах клуба «Металац» из сербского Валево, за основной состав которого дебютировал в сезоне 2006/07. В 2011 году перешёл в «Раднички», в котором провёл три сезона и сыграл важную роль в успехах этого клуба на международной арене — выход в полуфинал Адриатической лиги 2012/13 и участие в Кубке Европы 2013/2014.
В августе 2014 года перебрался в Испанию, где подписал контракт с клубом «Эстудиантес». Спустя два года, вернувшись в Сербию, подписал двухлетний контракт с белградским «Партизаном».

## Сборная Сербии
В 2011 году в составе университетской сборной Сербии одержал победу на Универсиаде, проходившей в китайском Шэньчжэне. За основную команду Сербии дебютировал в 2014 году на чемпионате мира в Испании, где завоевал серебряную медаль турнира.
В 2016 году на Олимпиаде в Рио-де-Жанейров составе сборной Сербии, уступившей в финале баскетбольного турнира американцам, стал серебряным призёром Игр.
В финальной игре чемпионата Европы 2017, проходившем в Турции, команда Сербии уступила Словении, и Стефан Бирчевич, входивший в её состав, получил «серебро».